# Vihansa
Vihansa ist eine germanische Göttin, die durch eine bei Tongern gefundene Inschrift aus dem 3. Jahrhundert einzig belegt ist. Dem germanischen Namen nach ist sie eine Kriegsgöttin.

## Auffindung und Inschrift
Die Inschrift findet sich auf einer einfachen bronzenen Tabula ansata (circa 14 × 5 cm) die mit zwei seitlichen Befestigungslöchern ausgestattet ist. Sie wurde im Jahr 1855 nördlich von Tongern im limburgischen Ort Sint-Huibrechts-Hern in einem Dickicht ausgegraben. Die wissenschaftliche Erstbeschreibung mit Faksimile erfolgte 1858. Die Tafel befindet sich heute im Depot der Königlichen Museen für Kunst und Geschichte in Brüssel.

„Vihansae / Q(uintus) Catius Libo Nepos / centurio leg(ionis) III / Cyrenaicae scu/tum et lanceam d(onum) d(edit)“

„Der [Göttin] Vihansa weiht Quintus Catius Libo Nepos, Centurio der III. Legion Cyrenaica sein Schild und Speer“

In dem Stifter der Tabula wird ein tungerischer, bedingt durch vergleichbare regionale Votivinschriften, Veteran vermutet. In der älteren Forschung wurde im römischen Beinamen Libo eine latinisierte Kurzform (Kosename) des germanischen Personennamens Liffo gesehen. Hermann Reichert bewertet Libo als gut belegten lateinischen Namen römischer Soldaten.

## Name und Deutung
Die Herkunft des Namens der Göttin aus dem Germanischen erschließt sich etymologisch aus der zweigliedrigen Form. Das erste Glied Vih- wird zu germanisch *wīga- = kämpfen oder zu *wiha- = heilig gestellt wie zu vergleichen mit dem gotischen Wort weihs = heilig. Das zweite Glied wird zu germanisch *ansu = Gott, hier Göttin gestellt. Günter Neumann sieht durch den inschriftlichen Kontext eine Umformung zum lateinischen Femininum auf -a.
Gedeutet wird Vihansa als eine Kriegsgöttin, wie es die Votivinschrift und die Etymologie des Namens nahelegt. Zur Vihansa lässt sich durch den Fundort der Inschrift im Siedlungsgebiet der Tungrer die Kriegsgöttin Harimella und aus Köln die Hariasa vergesellschaften. Die Vihansa zählt des Weiteren zur inschriftlich belegten Gruppe germanischer (Kriegs)Göttinnen und Gottheiten der nordwestlichen Provinzen der Gallia Belgica, Germania inferior.